# Lycosa balaramai
Espèce
Lycosa balaramai est une espèce d'araignées aranéomorphes de la famille des Lycosidae.

## Distribution
Cette espèce est endémique d'Andhra Pradesh en Inde,.

## Description
La femelle holotype mesure 10,15 mm.

## Publication originale
- Patel & Reddy, 1993 : : « On some new species of spiders of the genera Hippasa Simon, Lycosa Latreille, Pardosa Koch and Trochosa Koch (Family: Lycosidae) from coastal Andhra Pradesh, India ». Records of the Zoological Survey of India, vol. 90, no 1/4, p. 121-133.